# Ébrancheuse
Une ébrancheuse est un engin forestier qui a pour fonction d'ébrancher les arbres. Il y a lieu de distinguer:
- ébrancheuse à flèche ou ébrancheuse-écimeuse (en anglais, delimber-topper) – ébrancheuse simple constituée d'une flèche sur laquelle sont montés la tête d'ébranchage et le mécanisme d'alimentation. On distingue ébrancheuse à flèche télescopique et ébrancheuse à flèche coulissante[2].
- ébrancheuse à fléaux (en anglais, chain flail delimber) – ébrancheuse dont le mécanisme d'ébranchage est constitué de fléaux à chaîne, monté éventuellement sur un débardeur qui se déplace sur une pile d'arbres et les ébranche en un ou deux passages. Dans l'ébrancheuse à fléaux stationnaire, les fléaux à chaîne sont disposés de part et d'autre d'une plate-forme alimentée par une chargeuse hydraulique, elle peut également servir à écorcer et pourrait être désignée sous le nom d'« ébrancheuse-écorceuse »[3].
- etc.